# Otto Centerwall
Otto Centerwall, född den 6 oktober 1873 i Edsbergs församling, Örebro län, död den 28 maj 1958 i Uppsala, var en svensk präst. Han var kusin till Esaias Centerwall.
Centerwall prästvigdes 1900 och blev predikant vid Mikaelskapellet i Uppsala samma år. År 1905 blev han föreståndare för Samariterhemmet och var direktor för praktisk-teologiska övningarna vid Uppsala universitet 1913–1918, samt teologie hedersdoktor där 1927.
I Svenska kyrkans diakonistyrelse intog Centerwall en betydande position som styrelsesuppleant från dess tillkomst 1910 och ordinarie styrelseledamot 1920–1937. Han var dessutom från 1913 ledamot i dess sociala utskott och dess ordförande 1920–1932.
Av Centerwalls skrifter märks Samariterhemmet (1909, nytryck 1921), Pastoralvården vid våra sjukhus (1918), Stillhet och oro. Högmässopredikningar (1920), samt Helgelse (1926). Han var från 1901 gift med Karin Kastman (1875–1951). Makarna är begravda på Uppsala gamla kyrkogård.